# مدرسة الإنجليزية (الكويت)
مدرسة الإنجليزية في الكويت هي مدرسة إنجليزية دولية تقع في سلوى، الكويت. تأسست المدرسة في عام 1953. تدرس جميع الفئات العمرية من الإبتدائية إلى الثانوية.المنهج التعليمي للمدرسة يقوم على كل من المنهج البريطاني وكذلك المنهج الموضوع من قبل وزارة التربية والتعليم الكويتية.

## الاعتماد الدولي
تم اعتماد «مدرسة الإنجليزية في الكويت» من قبل كل من:
- المجلس الأوروبي للمدارس الدولية (ECIS).
- المدارس البريطانية في الشرق الأوسط (BSME).
- الرابطة المستقلة لمدارس الإعدادية (IAPS)

## الروابط الخارجية
- Review from the Good Schools Guide International
- Member of IAPS
- Accredited by BSME
- Accredited by BSO
- BSO Inspection report